# Gare de Khmelnytskyï
La gare de Khmelnytskyï (ukrainien : Хмельницький (станція)) est une gare ferroviaire située dans la ville de Khmelnytskyï en Ukraine, c'est l'une des dix plus importante du pays.

## Histoire
La gare est ouverte le 21 septembre 1871 et fait partie de la ligne de chemin de fer Zhmernyka-Proskutiv-Volochysk.  La gare a connu un renouveau après la Grande guerre en ouvrant des destinations vers Kamianets-Poldilsky et Chepetivka ce qui en fit un nœud ferroviaire important. Endommagée pendant la Seconde Guerre mondiale, elle fut reconstruite en 1951-52 puis rénovée en 1984. Elle est électrifiée en 1997.

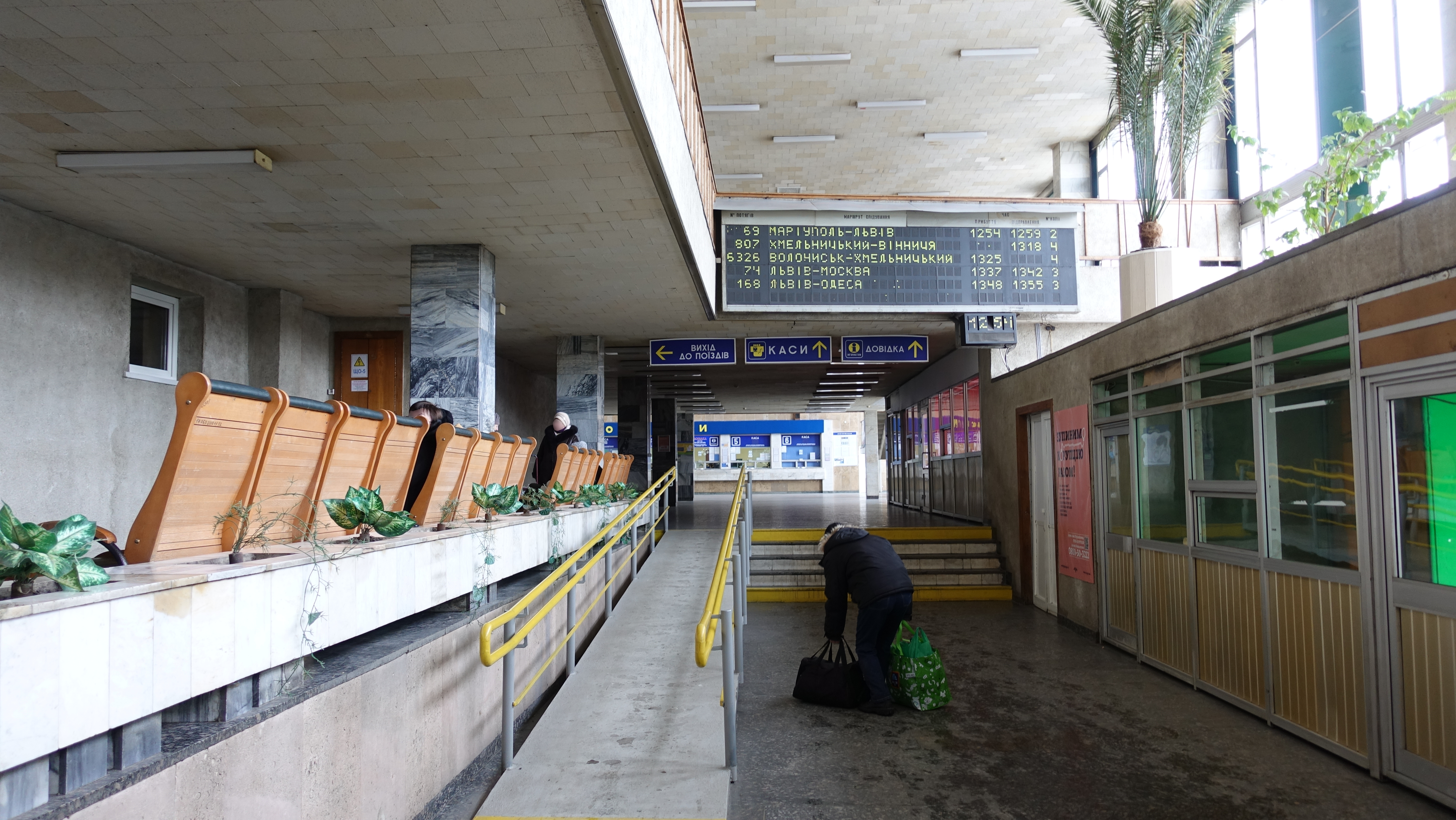
Un quai.

## Service des voyageurs

### Intermodalité
Elle est exploitée par Pivdenno-Zakhidna zaliznytsia du réseau national ukrainien.